# Шишниковщина
Шишниковщина — деревня в Доможировском сельском поселении Лодейнопольского района Ленинградской области.

## История
Деревня Шиниховщина упоминается на карте Санкт-Петербургской губернии Ф. Ф. Шуберта 1834 года.

ШЕСНИКОВЩИНА — деревня принадлежит Казённому ведомству, число жителей по ревизии: 27 м. п., 33 ж. п.. (1838 год)

ШЕСНАКОВЩИНА — деревня Ведомства государственного имущества, по просёлочной дороге, число дворов — 15, число душ — 25 м. п. (1856 год)

ШЕСНИКОВЩИНА (ШАНИХОВЩИНА) — деревня казённая при реке Малой Ояте, число дворов — 10, число жителей: 26 м. п., 35 ж. п. (1862 год)

Согласно военно-топографической карте Санкт-Петербургской и Новгородской губерний 1863 года деревня называлась Шаниховщина.
В конце XIX — начале XX века деревня административно относилась к Доможировской волости 3-го стана Новоладожского уезда Санкт-Петербургской губернии.
По данным «Памятной книжки Санкт-Петербургской губернии» за 1905 год деревня называлась Шестниковщина и входила в Георгиевское сельское общество.
По данным 1933 года деревня называлась Икешниковщина и входила в состав Доможировского сельсовета Пашского района.

Деревня Шишниковщина на карте РККА 1940 года

На карте РККА 1940 года деревня обозначена как безымянный населённый пункт к северо-западу от деревни Доможирово.
На 1 января 1950 года в деревне Шишниковщина числилось 5 хозяйств и 23 жителя.
По данным 1966 и 1973 годов деревня Шишниковщина входила в состав Доможировского сельсовета Волховского района.
По данным 1990 года деревня Шишниковщина входила в состав Доможировского сельсовета Лодейнопольского района.
В 1997 году в деревне Шишниковщина Доможировской волости проживали 6 человек, в 2002 году — 7 человек (все русские).
С 1 января 2006 года в составе Вахновакарского сельского поселения.
В 2007 году в деревне Шишниковщина Вахновокарского СП проживали 4, а в 2010 году — 5 человек.
С 2012 года в составе Доможировского сельского поселения.

## География
Деревня расположена в западной части района к северу от автодороги Р21 (E 105) «Кола» (Санкт-Петербург — Петрозаводск — Мурманск).
Расстояние до административного центра поселения — 1,5 км.
Расстояние до ближайшей железнодорожной станции Оять-Волховстроевский — 7 км.
Деревня находится на правом берегу реки Кислая Оять.

## Демография
| 1838 | 1862 | 1950 | 1997 | 2007 | 2010 | 2014 |
| ---- | ---- | ---- | ---- | ---- | ---- | ---- |
| 60   | ↗61  | ↘23  | ↘6   | ↘4   | ↗5   | ↘0   |
| 2017 |      |      |      |      |      |      |
| →0   |      |      |      |      |      |      |

### Национальный состав
Согласно данным Всероссийской переписи населения 2021 года в деревне проживал 1 человек, русский.

## Инфраструктура
По данным администрации Доможировского сельского поселения:
- на 2014 год в деревне были зарегистрированы 3 жителя и ни одного частного домохозяйства[23]
- на 1 января 2021 года в деревне не было зарегистрировано ни домохозяйств, ни жителей[24].